# Штокерау
Штокерау град је у Аустрији, смештен у североисточном делу државе, северно од главног града Беча. Значајан је град у покрајини Доњој Аустрији, у оквиру округа Корнојбург.
Штокерау се налази близу Беча, па овај некада засебан градић последњих деценија прерастао у бечко предграђе.

## Природне одлике
Штокерау се налази у североисточном делу Аустрије, на 27 км северно од главног града Беча.
Град се образовао на месту где Дунав прави нагли заокрет ка југоистоку због пружања крајњих делова Алпа (Бечка шума), који овде допиру до обода Бечке котлине. Надморска висина града је око 180 m. Градска околина је равничарска и позната по ратарству.

## Становништво
| 1971.  | 1981.  | 1991.  | 2001.  | 2011.  |
| ------ | ------ | ------ | ------ | ------ |
| 12.852 | 12.679 | 13.608 | 14.452 | 15.657 |

Данас је Штокерау град са око 15.000 становника. Последњих деценија број градског становништва се значајно повећава услед ширења градског подручја Беча.

## Галерија
- Главна римокатоличка црква
- Градско позориште
- Градски стадион
- Градска железничка станица

## Партнерски градови
- Мошонмађаровар
- Баранавичи